# Hipparchia monopupillata
Hipparchia monopupillata är en fjärilsart som beskrevs av Ruggero Verity 1916. Hipparchia monopupillata ingår i släktet Hipparchia och familjen praktfjärilar. Inga underarter finns listade i Catalogue of Life.